# Piper dryadum
Piper dryadum är en pepparväxtart som beskrevs av C. Dc. och Th. Dur. & Pitt.. Piper dryadum ingår i släktet Piper och familjen pepparväxter. Inga underarter finns listade i Catalogue of Life.